# Tom Koivisto

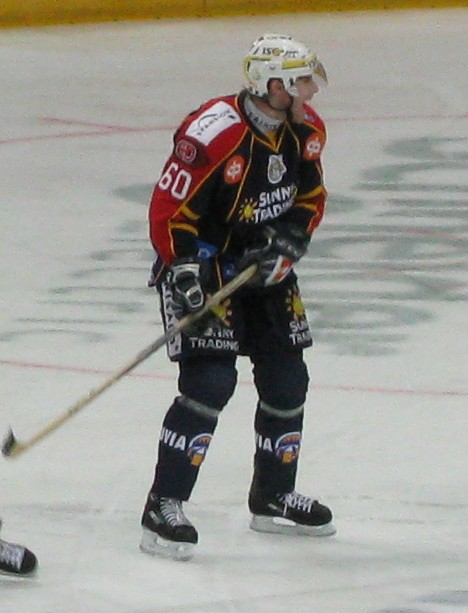
Tom Koivisto

Tom Koivisto född 4 juni 1974 i Åbo är en finländsk tidigare ishockeyspelare som säsongerna 2005/2006 och 2005/2006 spelade i Elitserien för Frölunda HC.
Koivistos styrka låg främst i hans offensiva spel. Säsongen 1998/1999 gjorde han 39 poäng på 52 matcher i FM-ligan i ishockey och 2002 blev han utsedd till bästa back i ligan. Samma år draftades han av St. Louis Blues som han samma höst också gjorde sin debut i NHL för. NHL-karriären blev dock ganska kort och stannade på 22 matcher. Efter två säsonger i Nordamerika flyttade han till Elitserien och Frölunda där han spelade två säsonger och gjorde över 20 poäng båda säsongerna. Därefter spelade han två säsonger för Rapperswil-Jona Lakers i schweiziska NLA innan han flyttade hem till Finland och tillbringade två år i Jokerit där han även spelade i tre år innan han flyttade till USA. Koivisto avslutade karriären med två säsonger i Hockeyallsvenskan med Tingsryds AIF innan han lade skridskorna på hyllan våren 2012.